# Balnibarbi
Balnibarbi è un luogo immaginario descritto nel romanzo I viaggi di Gulliver di Jonathan Swift.

## Localizzazione
La posizione di Balnibarbi è illustrata sia nel testo che nella mappa all'inizio della III parte del romanzo, sebbene non siano coerenti tra loro. La mappa mostra Balnibarbi come un'isola ad est del Giappone e a nord-est di Luggnagg.
Il regno di Balnibarbi è parte d'un continente che si estende a est verso una parte sconosciuta dell'America, a ovest verso la California, e a nord verso l'Oceano Pacifico, distante centocinquanta miglia dalla capitale Lagado. Il porto più importante del regno ha un continuo commercio con la vicina isola di Luggnagg, posta a nord est, a circa 29
27° latitudine nord 140° longitudine (ovest?).
Luggnagg dista circa cento leghe dal Giappone, rispetto a cui si trova a sud ovest.

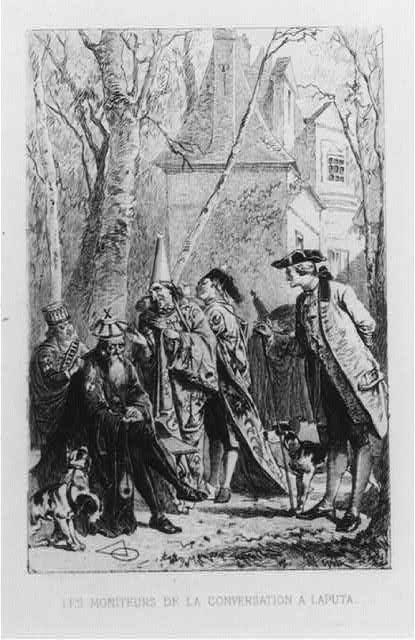

## Descrizione
Dopo aver attraversato la capitale Legado che riporta essere grande come la metà di Londra, Gulliver descrive la terra di Balnibarbi come benedetta da un terreno fertilissimo ma “coltivata infelicemente, con case mal concepite e rovinose e l'espressione della sua gente che esprime sofferenza e desiderio". Ha trovato il suo metodo di allevamento "non responsabile".
L'eccezione a questo era il patrimonio della sua guida, il Lord Munodi, una persona di primo grado che era stata governatrice del Lagado, ma era stata respinta per insufficienza da una cabala di ministri. Era stato trattato con tenerezza dal re, ma tenuto in bassa comprensione.  Queste tenute erano completamente diverse dalla terra nel suo insieme, essendo "un paese bellissimo, con case ordinatamente costruite, campi chiusi, che contenevano vigneti, campi di grano e prati".  Tuttavia Munodi riferì che era sotto pressione per demolire la sua casa e le sue tenute e ricostruirle in modo moderno, o essere censurato per orgoglio e incorrere nell'ira di sua maestà.
Munodi ha spiegato che circa quarant'anni prima, alcune persone della terra avevano viaggiato verso l'isola volante, e dopo essere tornate con "un po 'di schizzi di matematica" ma piene di "spiriti volatili" acquisiti in quella regione, erano venute a non gradire il gestione di tutte le cose di seguito, e ha iniziato a formare schemi per mettere "tutte le arti, le scienze, le lingue e i meccanici" su una nuova base. A tal fine avevano creato un'Accademia dei proiettori, da cui un flusso costante di progetti, progettato per consentire a "un uomo di fare le opere di dieci" e "lasciare che i frutti della terra arrivassero alla maturità in qualsiasi stagione" si ritenesse opportuno, e aumentare la produzione “cento volte”, “lasciare che un palazzo venga costruito in una settimana” e creare materiali “così resistenti da durare per sempre”. Sfortunatamente, l'unico inconveniente è che nessuno di questi progetti è stato ancora portato alla perfezione, e nel frattempo l'intero paese è andato distrutto.